# 帕尔拉瓦
帕尔拉瓦，是西班牙加泰罗尼亚赫罗纳省的一个市镇。总面积6平方公里，总人口356人（2001年），人口密度59人/平方公里。